# Expérience collaborateur
L'expérience collaborateur est un concept de management qui a trait au contexte d'un salarié au sein de son entreprise.

## Définition et histoire

### Définition
L'expérience collaborateur désigne l’ensemble des interactions et expériences vécues par un collaborateur au sein de l’entreprise, dans les moments clés de son parcours comme dans son quotidien professionnel, de son recrutement jusqu’à son départ.
C'est un concept qui est le pendant de l’Expérience Client et se définit selon le postulat suivant : pour offrir une expérience unique et exceptionnelle à ses clients, l’entreprise doit aussi offrir une expérience unique et exceptionnelle à ses collaborateurs.  

### Historique et évolution du concept
Vineet Nayar, homme d’affaires et expert du management d’entreprise, développe cette notion dans son ouvrage "Employees First, Customers Second: Turning Conventional Management Upside Down » paru en 2010 , considéré comme la base d’un nouveau mode de management de l'entreprise par le magazine Forbes. En France, on parlait d’Expérience Salarié. Il y décrit la « symétrie des attentions ». Ce qui est nouveau, c’est le fait de lier expérience collaborateur et expérience client. Le constat est le suivant : dans les environnements de travail dégradés, l’expérience client n’est souvent pas au niveau. Investir uniquement sur le client ne produit pas les résultats attendus. Il faut aussi investir sur les collaborateurs pour attirer les talents, gagner leur engagement, accroitre leur motivation et les fidéliser, ce qui augmente in fine la performance et la compétitivité de l’entreprise.
Le concept d’Expérience Collaborateur a été formalisé en 2017 par Corinne Samama dans le premier ouvrage sur le sujet en France : « L’Expérience Collaborateur : Faites de vos employés les 1ers fans de l’entreprise ! » (Ed. Diateino). Le terme « collaborateur », contrairement à celui de « salarié », intègre les travailleurs indépendants, ainsi que plus globalement l’ensemble des partenaires de l’entreprise. 
Les organisations connaissent une difficulté croissante à engager leurs collaborateurs sur la durée et ce phénomène est d'autant plus important en France : à peine plus de 10% des salariés français se sentent réellement engagés de leur emploi selon le dernier rapport mondial complet de Gallup sur la question, intitulé State of the Global Workplace, et datant de fin 2017. On assiste à une mutation dans le rapport de force entre l'employeur et l'employé. En conséquence, l'enjeu de réputation des entreprises devient essentiel. D'autant que les collaborateurs disposent de nouveaux outils pour donner leur avis sur leur entreprise avec les réseaux sociaux ou encore Glassdoor, site internet d'évaluation anonyme.
Il y a donc un enjeu de reconquérir l'engagement des collaborateurs.

## Diagnostic
Selon Corinne Samama, l’Expérience Collaborateur se travaille généralement autour de trois dimensions : 
- émotionnelle (ce que le collaborateur ressent),
- relationnelle (ce qu’il vit en termes d’interactions avec les autres),
- fonctionnelle (ce qui facilite son travail au quotidien).

Cela consiste à identifier puis revisiter les moments jugés clés pour le salarié tout au long de son parcours, que ce soient ses moments RH, ses moments de travail quotidiens (réunions, …), ses moments conviviaux (café, cantine, célébrations,…).
Il s’appuie sur trois piliers que l’organisation doit travailler simultanément : le sens (pourquoi venir travailler dans mon entreprise ?), la culture (comment les gens doivent se comporter ?), l’environnement de travail (quels espaces de travail et quelles technologies pour faciliter le travail des collaborateurs ?).

## Leviers
L’expérience collaborateur est indissociable de la transformation digitale de l’entreprise. 
- Simplifier et fluidifier le parcours et le travail du collaborateur au sein de l’organisation[9]

Le collaborateur est un usager de l’entreprise. Il doit avoir le même confort d’usage au bureau qu’à la maison lorsqu’il utilise les nouvelles technologies pour se faciliter la vie (commandes en ligne en quelques clicks, réseautage sur les réseaux sociaux, etc). La transformation digitale de l’entreprise doit répondre à l’évolution de notre vie en société : nouveaux services, culture collaborative et plus horizontale, accès à l’information, etc.
- Tester et mesurer en permanence

Du fait de son caractère récent, l’expérience collaborateur demande des ajustements permanents, aussi appelés la « méthode test & learn » : l’analyse des données et la mesure permanente de la performance des actions mises en place pour réajustement donne un rôle prépondérant à la data. Ainsi, pour les RH, les données fournies par les collaborateurs deviennent désormais aussi important que pour le Marketing.